# Občina Rogaška Slatina
Občina Rogaška Slatina je jednou z 212 občin ve Slovinsku. Nachází se v Savinjském regionu na území historického Dolního Štýrska. Občinu tvoří 41 sídel, její rozloha je 71,5 km² a k 1. lednu 2017 zde žilo 10 994 obyvatel. Správním střediskem občiny je Rogaška Slatina.

## Členění občiny
Občina se dělí na sídla: Brestovec, Brezje pri Podplatu, Cerovec pod Bočem, Ceste, Čača vas, Drevenik, Gabrce, Gabrovec pri Kostrivnici, Gradiški Dol, Irje, Kačji Dol, Kamence, Kamna Gorca, Male Rodne, Nimno, Plat, Podplat, Podturn, Pristavica, Prnek, Rajnkovec, Ratanska vas, Rjavica, Rogaška Slatina, Spodnja Kostrivnica, Spodnje Negonje, Spodnje Sečovo, Spodnji Gabrnik, Strmec pri Svetem Florijanu, Sveti Florijan, Tekačevo, Topole, Tržišče, Tuncovec, Velike Rodne, Vinec, Zagaj pod Bočem, Zgornja Kostrivnica, Zgornje Negonje, Zgornje Sečovo, Zgornji Gabrnik.

## Sousední občiny
Sousedními občinami jsou: Poljčane a Makole na severu, Majšperk na severovýchodě, Rogatec na východě, Podčetrtek na jihozápadě a Šmarje pri Jelšah na západě. Při jižním a jihovýchodním okraji občiny protéká řeka Sutla, která zde tvoří hranici s Chorvatskem.